# Сетянин
Сетя́нин (англ. Netizen от англ. internet + англ. citizen (гражданин)) — человек или виртуальное лицо, являющееся пользователем Интернета и рассматривающее себя как гражданина интернет-общества. Термин также может подразумевать стремление сетянина улучшить Интернет и обеспечить открытый доступ к нему и свободу слова в нём. Сетянина часто называют нетизен, а сетян иногда называют кибергражданами. В русском языке есть аналогичное слово интернетчик, зафиксированное в Национальном корпусе русского языка.
Термин был введён Майклом Хаубеном в 1995 году и имел два основных значения. Во-первых, так называли всех тех, кто использовал Интернет для какой-либо цели. Второе значение применялось по отношению к людям, чьи активные действия способствовали взаимному сотрудничеству в Интернете и приносили общую пользу. Согласно Хаубену, современные сети связи, такие как Интернет, сделали реальностью идеи прямой демократии, о чём в своё время не мог мечтать Джеймс Милль. Хаубен полагал, что компьютерная сеть может выполнять роль общего собрания общины (en:Town Meeting) и тем самым позволяет сетянам обсуждать насущные проблемы и контролировать действия властей. Получившая развитие в творчестве Милля идея о том, что «для контроля над правительством людям необходимы свободные от цензуры СМИ», стала вполне осуществимой в наше время.
Некоторые источники информации приводят только первое значение термина «netizen». Например, сайт Dictionary.com (en:Dictionary.com) определяет этот термин как «пользователь Интернета». Другие источники добавляют к слову «пользователь» разнообразные эпитеты, такие как обыкновенный (habitual), заядлый (keen) или специализирующийся в определённой области (dedicated). Определение этого термина как «активного пользователя Интернета», также не является строгим эквивалентом определения Хаубена (то есть второго значения термина «netizen»). В самом деле, хакеры (сетевые взломщики) и распространители компьютерных вирусов могут быть активными или даже гиперактивными пользователями Интернета, однако легче прийти к консенсусу о вреде их деятельности, чем о её пользе.
Рецензия редакции сайта Amazon.com на книгу Ронды и Майкла Хаубена подчёркивает, что используемый авторами термин сетянин «означает нечто большее, чем просто пользователь Интернета». Сетянин — это человек, занимающий активную гражданскую позицию. Позиция таких пользователей, сетян, оказывает существенное влияние на развитие социальных аспектов Интернета. В дальнейшем в этой статье термин «сетянин» употребляется именно в таком значении.

## Общественная деятельность и её поддержка
Организация «Репортёры без границ» опубликовала отчёт 2012 года о «врагах интернета», в котором большое внимание уделяется положению сетян в разных странах мира. Эта организация при поддержке компании Google также учредила ежегодную премию «Нетизен», присуждаемую «блогеру, интернет-журналисту или кибер-диссиденту» за вклад в развитие свободы слова в Интернете.
Журналистка, учёный и член Консультативного совета Фонда Викимедиа Ребекка Маккиннон, соосновательница сайта Глобальные голоса онлайн, ведёт на этом сайте рубрику «Нетизен рипорт». Цель рубрики — предоставить сетянам всего мира информацию о событиях, связанных с взаимоотношениями между гражданами, частными компаниями и правительствами в области интернета. Такая информация необходима сетянам для того, чтобы защищать свои права и содействовать развитию свободы слова и инакомыслия в Интернете. 

Выступая с лекцией на конференции TED в 2011 году, Ребекка Маккиннон отметила, что во многих странах отношения между гражданами и правительством осуществляются через Интернет, доступ к которому обеспечивается частными компаниями. Поэтому, согласно Маккиннон, «самый насущный вопрос, которым мы должны задаться сегодня — как создать гарантии того, что интернет будет развиваться в интересах граждан?». Интернет и сетяне оказали существенную помощь революционерам во время «Арабской весны». Однако Маккиннон отдаёт себе отчёт в том, что сместить правительство легче, чем построить стабильную демократию или установить баланс между безопасностью и свободой слова.